# Josef Erber
Josef Erber (Ottendorf, 16 oktober 1897 – 1987), tot 1944 bekend als Josef Houstek, was een SS-Oberscharführer en personeelslid van de Politische Abteilung in concentratiekamp Auschwitz.

## Leven

### Voor de Tweede Wereldoorlog
Erber werd in 1897 in Ottendorf, het huidige Otice (Tsjechië) geboren. Hij ging in zijn vroege jaren naar de ‘’Volksschule’’ en werkte, nadat hij de school had voltooid, in een spinnerij. In 1915, tijdens de Eerste Wereldoorlog, ging hij in dienst bij het ‘’kaiserlich und königlich Infanterieregiment Nr. 18‘‘. Hij vocht enige tijd aan het oostfront en werd later overgeplaatst naar de Italiaanse sector. Na afloop van de oorlog ging Erber opnieuw in een spinnerij werken. Tevens nam hij dienst in het Tsjechoslowaakse leger. Tot 1940 bleef hij zijn werk in de spinnerij voortzetten.

### Tweede Wereldoorlog
In 1936 was Erber lid geworden van de Sudetendeutsche Partei en na de Duitse inname van Tsjechië, werd hij in 1939 lid van de NSDAP en SS. In oktober 1940 werd hij opgeroepen om dienst te doen bij de SS-Totenkopfverbände, de eenheid die belast was met de bewaking van de concentratiekampen. Erber werd in november 1940 ingezet in concentratiekamp Auschwitz. Hij zou hier tot de liquidatie van het kamp in januari 1945 blijven.
In Auschwitz nam Erber vrij regelmatig deel aan de selecties van de nieuw aangekomen transporten. Tevens zocht hij in het kamp geregeld gevangenen uit die niet meer in staat waren om te werken. Tijdens het tweede Auschwitzproces bleek dat Erber aan vijftig selecties had deelgenomen.
Erber had in Auschwitz tevens de leiding over de crematoria in Auschwitz II-Birkenau. In die functie was hij verantwoordelijk voor de efficiënte verbranding van de duizenden lichamen per dag.

Es waren vier Krematorien. Also in Birkenau, von Birkenau spreche ich. [...] Die hatten ein Fassungsvermögen von dreitausend Leuten.

### Na de Tweede Wereldoorlog
In mei 1945 werd Erber door de Amerikanen gevangengenomen. Hij bleef tot Kerstmis 1947 in krijgsgevangenschap. Na zijn vrijlating werkte hij vijftien jaar in een spinnerij in Hof, Beieren. Op 1 oktober 1962 werd Erber opnieuw gevangengezet. Hij was een van de aangeklaagden in het tweede Auschwitzproces, dat plaatsvond van 14 december 1965 tot 16 september 1966 in Frankfurt. Hij werd schuldig bevonden en veroordeeld tot levenslange gevangenisstraf. In 1986 werd hij vrijgelaten en nog geen jaar later stierf hij op negentigjarige leeftijd.

## Decoratie
- Kruis voor Oorlogsverdienste, 2e klasse in februari 1944